# Adenostil
Adenostil (Adenostyles alliariae) és una espècie de planta herbàcia dins la família asteràcia.

## Característiques
Herba vivaç, tiges erectes robustes, ramificades a la part superior, fa fins a 150 cm d'alt. Fulles basals simples, de forma triangular-cordiformes a reniformes, gairebé glabres o amb pilositat aracnoidea al revers, irregularment dentades, de 20-40 cm d'amplada; fulles superiors més petites, sèssils o gairebé. Nombrosos capítols florals cilíndrics involucrats; 3 a 8 bràctees involucrals oblongues, glabres; flors tubulars de vermellenques a porpres. Fruit en aqueni més o menys cilíndric, d'uns 3 mm de longitud amb les setes del papus en 2-3 rengles;. Floreix des de finals de primavera i durant l'estiu (de juliol a agost a Catalunya).

## Distribució
És un oròfit centreuropeu subalpí. Als Països Catalans només es troba als Pirineus, entre els 1500 i els 2500 m d'altitud

## Hàbitat
Molt freqüent en la vegetació megafòrbia de les muntanyes d'Europa, incloent els Països Catalans.

## Sinònims
- Adenostyles albida subsp. albida
- Adenostyles albida subsp. kerneri (Simonk.) Nyman
- Adenostyles albida subsp. pyrenaica (Lange) Rouy
- Adenostyles albida Cass.
- Adenostyles albifrons (L.f.) Rchb.
- Adenostyles alpina var. australis (Ten.) Fiori
- Adenostyles alpina var. macrocephala (Huter, Porta i Rigo) Fiori
- Adenostyles australis Ten.
- Adenostyles hybrida DC.
- Adenostyles orientalis Boiss.
- Adenostyles petasites subsp. hybrida (DC.) Arcang.
- Adenostyles petasites subsp. petasites
- Adenostyles petasites (Lam.) Bluff i Fingerh.
- Adenostyles pyrenaica Lange
- Adenostyles viridis subsp. australis (Ten.) Nyman
- Cacalia albifrons L.f.[3]